# Dicallaneura cyanea
Dicallaneura cyanea is een vlindersoort uit de familie van de prachtvlinders (Riodinidae), onderfamilie Nemeobiinae.
Dicallaneura cyanea werd in 1944 beschreven door Toxopeus.